# Латишев Василь Васильович
Василь Васильович Латишев (10 серпня 1855, село Дієво, Бежецького повіту, Тверська губернія — 2  травня 1921, Санкт-Петербург) — російський філолог-класик, епіграфіст, історик.

## Життєпис
Випускник  Петербурзького історико-філологічного інституту (1876). Після закінчення, в 1876—1880 працював викладачем давніх мов у гімназії у Вільно.
У 1880 році був відряджений на два роки до Греції для занять епіграфікою. У 1882—1883 роках здійснює подорожі Україною, Молдавією та півднем Росії: «весною 1883 здійснив велику подорож по півдню Росії, причому відвідав міста Харків, Таганрог, Керч, Тамань, Феодосію, Севастополь, Одесу, Херсон і Кишинів, а потім, в серпні, Москву, скрізь шукаючи і списуючи давні епіграфічні пам'ятники, що збереглися».
З 1883 року повертається до викладацької діяльності: викладачем грецької мови в Петербурзький історико-філологічний інститут, c 1884 — приват-доцентом з того ж фаху в Петербурзький університет і паралельно в 1883—1886 рр.. читає лекції з давньої історії на  Вищих жіночих (Бестужевських) курсах.
У листопаді 1887 році обіймає посаду завідувача гімназією при  Петербурзькому історико-філологічному інституті.
З 1893 р. — член  Петербурзької Академії наук. Був членом ради Міністра народної освіти, товаришем голови та редактором видань  Імператорської археологічної комісії і директором  Історико-філологічного інституту (1903—1918).
Свої наукові інтереси Латишев зосередив на історії давньогрецьких поселень Північного Причорномор'я та тлумаченні повідомлень давньогрецьких і давньоримських авторів про Скіфію і Кавказі та давніх епіграфічних пам'яток. В останні роки він займався працями в області візантійської агіографії.
Деякий час перебував постійним співробітником в журналі «Філологічний огляд», який видавався в місті  Москві.
З жовтня 1918 року і до самої смерті тимчасово виконував обов'язки голови Російського Палестинського Товариства.